# غرة مقرنة
غرة مقرنة (الاسم العلمي: Fulica cornuta) (بالإنجليزية: Horned Coot)‏ هي نوع من الطيور تتبع جنس الغرة من فصيلة المرعات.